# 萨宾国家森林
萨宾国家森林（英語：Sabine National Forest）位于东德克萨斯州靠近得克萨斯-路易斯安那边界的地方。森林与另外完全位于德克萨斯州的三座国家森林、两片国家草原联合管理，总部位于拉夫金。